# Cross Country Cup
Der Cross Country Cup (oder kurz CCC genannt) ist ein Breitensportwettbewerb für Schweizer Hängegleiter- und Gleitschirmpiloten in der Disziplin Streckenfliegen.
Der CCC wird vom Schweizerischen Hängegleiter-Verband (SHV) ausgerichtet und wurde von 2002 bis 2006 über die Online-Plattform des Online-Contests abgewickelt. Seit 2007 erfolgt die Auswertung über die Internetplattform XContest. Das Ziel ist das Zurücklegen von möglichst großen Distanzen mit dem Hängegleiter oder Gleitschirm.
Die Dokumentation der Flüge erfolgt über GPS mittels eines Loggers. Teilnahmeberechtigt sind alle Aktivmitglieder des SHV.

## Wertung
Auf dem aufgezeichneten Flugweg werden ein Startpunkt, bis zu drei Wendepunkte und ein Endpunkt so positioniert, dass die Punktezahl möglichst gross wird. Folgende Wertungen sind möglich:
- Freie Strecke: Die Distanz vom Start über drei Wegpunkte zum Endpunkt. 1 Punkt pro Kilometer.
- Gerade Strecke: Die längste Strecke zwischen zwei Punkten des Fluges. 1,2 Punkte pro Kilometer.
- Flaches Dreieck: Die Distanz um die drei Wegpunkte, reduziert um die Entfernung zwischen den beiden am nächsten liegenden Punkten (Abflugpunkt und Endpunkt). 1,2 Punkt pro Kilometer.
- FAI Dreieck: Die Distanz um die drei Wegpunkte, reduziert um die Entfernung zwischen den beiden am nächsten liegenden Punkten (Abflugpunkt und Endpunkt). Beim FAI Dreieck muss der kürzeste Schenkel mindestens 28 % der Gesamtstrecke betragen. 1,3 Punkt pro Kilometer.

Mindestens ein Punkt des Fluges muss in der Schweiz oder in einer 20 km breiten Grenzzone liegen, damit der Flug gültig ist.

## Gewinner

### 2010
| Kategorie                    | Kategorie | Sieger                     | Zweiter                  | Dritter                    |
| ---------------------------- | --------- | -------------------------- | ------------------------ | -------------------------- |
| Gleitschirm 'Offene Klasse'  | [ 1 ]     | Thomas Koster              | Martin Bühler            | Michael Müller             |
| Gleitschirm 'Fun and Safety' | [ 2 ]     | Michael Müller             | Urs Haari                | Werner Jacober             |
| Gleitschirm 'Damen'          | [ 3 ]     | Sandra Monse               | Sandra Matter            | Janine Brunner             |
| Hängegleiter                 | [ 4 ]     | Rolf Ulrich                | Beat Sägesser            | Tony Marty                 |
| Starrflügler                 | [ 5 ]     | Norbert Jungo              | Markus Fiechter          | Niklaus Schwizer           |
| Gleitschirm Clubwertung      | [ 6 ]     | Gleitschirmclub Toggenburg | Gleits.-Klub Glarnerland | Gleitschirmclub Challenger |
| Hängegleiter Clubwertung     | [ 7 ]     | Fluggruppe Uetliberg       | Vol liber Grischun       | Deltaclub Interlaken       |
| Starrflügler Clubwertung     | [ 8 ]     | Delta Club Stans           | Deltaclub Glarnerland    | Deltaclub Falk Balsthal    |

### 2009
| Kategorie                    | Kategorie | Sieger                     | Zweiter                  | Dritter                       |
| ---------------------------- | --------- | -------------------------- | ------------------------ | ----------------------------- |
| Gleitschirm 'Offene Klasse'  | [ 9 ]     | Thomas Koster              | Alfredo Studer           | Lukas Gantenbein              |
| Gleitschirm 'Fun and Safety' | [ 10 ]    | Urs Haari                  | Michael Müller           | Robert Muggli                 |
| Gleitschirm 'Damen'          | [ 11 ]    | Anja Kroll                 | Regula Strasser          | Cornelia Voigt                |
| Hängegleiter                 | [ 12 ]    | Rolf Ulrich                | Tony Marty               | Bruno Feurer                  |
| Starrflügler                 | [ 13 ]    | Jürg Ris                   | Norbert Jungo            | Markus Fiechter               |
| Gleitschirm Clubwertung      | [ 14 ]    | Gleitschirmclub Toggenburg | PARAnoia Gleitschirmclub | DC Jungfrau-Tächi Grindelwald |
| Hängegleiter Clubwertung     | [ 15 ]    | Club de Vol Libre du Jura  | Fluggruppe Uetliberg     | DC Zürcher Oberland           |
| Starrflügler Clubwertung     | [ 16 ]    | Delta Club Stans           | Para-Deltaclub Stockhorn | Deltaclub Glarnerland         |

### 2008
| Kategorie                    | Kategorie | Sieger                   | Zweiter                           | Dritter                       |
| ---------------------------- | --------- | ------------------------ | --------------------------------- | ----------------------------- |
| Gleitschirm 'Offene Klasse'  | [ 17 ]    | Chrigel Maurer           | Martin Büler                      | Stefan Schmoker               |
| Gleitschirm 'Fun and Safety' | [ 18 ]    | Marcel Dettling          | Stefan Hollenstein                | Roger Bruhin                  |
| Gleitschirm 'Damen'          | [ 19 ]    | Regula Strasser          | Cornelia Voigt                    | Clarina Barell                |
| Hängegleiter                 | [ 20 ]    | Tony Marty               | Beat Sägesser                     | Christian Voiblet             |
| Starrflügler                 | [ 21 ]    | Roger Grossenbacher      | Jürg Ris                          | Norbert Jungo                 |
| Gleitschirm Clubwertung      | [ 22 ]    | PARAnoia Gleitschirmclub | Gleitschirmclub Toggenburg        | DC Jungfrau-Tächi Grindelwald |
| Hängegleiter Clubwertung     | [ 23 ]    | Fluggruppe Uetliberg     | Club de Vol Libre du Jura         | Delta Club Stans              |
| Starrflügler Clubwertung     | [ 24 ]    | Deltaclub Falk Balsthal  | Hängegleiter-Club Nordwestschweiz | Fluggemeinschaft Alpstein     |

### 2007
| Kategorie                    | Kategorie | Sieger                    | Zweiter                   | Dritter                           |
| ---------------------------- | --------- | ------------------------- | ------------------------- | --------------------------------- |
| Gleitschirm 'Offene Klasse'  | [ 25 ]    | Stefan Schmoker           | Martin Büler              | Thomas Koster                     |
| Gleitschirm 'Fun and Safety' | [ 26 ]    | Adrian Lutz               | Rolf von Arx              | Roger Bruhin                      |
| Gleitschirm 'Damen'          | [ 27 ]    | Cornelia Voigt            | Regula Strasser           | Clarina Barell                    |
| Hängegleiter                 | [ 28 ]    | Christian Voiblet         | Tony Marty                | Beat Sägesser                     |
| Starrflügler                 | [ 29 ]    | Ulf Hügel                 | Jürg Ris                  | Roger Grossenbacher               |
| Gleitschirm Clubwertung      | [ 30 ]    | PARAnoia Gleitschirmclub  | Freie Flieger Frutigland  | GS-Club Kandersteg                |
| Hängegleiter Clubwertung     | [ 31 ]    | Club de Vol Libre du Jura | Fluggruppe Uetliberg      | DC Zürcher Oberland               |
| Starrflügler Clubwertung     | [ 32 ]    | Deltaclub Falk Balsthal   | Fluggemeinschaft Alpstein | Hängegleiter-Club Nordwestschweiz |

### 2006
| Kategorie                    | Kategorie | Sieger                            | Zweiter                   | Dritter                       |
| ---------------------------- | --------- | --------------------------------- | ------------------------- | ----------------------------- |
| Gleitschirm 'Offene Klasse'  |           | Stefan Schmoker                   | Chrigel Maurer            | Michael Sigel                 |
| Gleitschirm 'Fun and Safety' |           | Adrian Lutz                       | Marcel Dettling           | Rolf von Arx                  |
| Gleitschirm 'Damen'          |           | Wibke Apholt                      | Cornelia Voigt            | Pia Oechslin                  |
| Gleitschirm Clubwertung      |           | PARAnoia Gleitschirmclub          | Freie Flieger Frutigland  | DC Jungfrau-Tächi Grindelwald |
| Hängegleiter Clubwertung     |           | DC Zürcher Oberland               | Fluggruppe Uetliberg      | Vol liber Grischun            |
| Starrflügler Clubwertung     |           | Hängegleiter-Club Nordwestschweiz | Fluggemeinschaft Alpstein | Para-Deltaclub Stockhorn      |

### 2005
| Kategorie                    | Kategorie | Sieger                    | Zweiter                           | Dritter                       |
| ---------------------------- | --------- | ------------------------- | --------------------------------- | ----------------------------- |
| Gleitschirm 'Offene Klasse'  |           | Chrigel Maurer            | Alfredo Studer                    | Beni Stocker                  |
| Gleitschirm 'Fun and Safety' |           | Roger Bruhin              | Adrian Lutz                       | Daniel Helfenstein            |
| Gleitschirm 'Damen'          |           | Wibke Apholt              | Susanne Wyss                      | Pia Oechslin                  |
| Gleitschirm Clubwertung      |           | PARAnoia Gleitschirmclub  | Alpiner Gleitschirmclub Iisvogel  | DC Jungfrau-Tächi Grindelwald |
| Hängegleiter Clubwertung     |           | Fluggruppe Uetliberg      | DC Zürcher Oberland               | Club de Vol Libre du Jura     |
| Starrflügler Clubwertung     |           | Fluggemeinschaft Alpstein | Hängegleiter-Club Nordwestschweiz | Para-Deltaclub Stockhorn      |

### 2004
| Kategorie                    | Kategorie | Sieger                    | Zweiter                       | Dritter                           |
| ---------------------------- | --------- | ------------------------- | ----------------------------- | --------------------------------- |
| Gleitschirm 'Offene Klasse'  |           | Alfredo Studer            | Chrigel Maurer                | André Bussmann                    |
| Gleitschirm 'Fun and Safety' |           | Adrian Lutz               | Roger Bruhin                  | Daniel Helfenstein                |
| Gleitschirm Clubwertung      |           | PARAnoia Gleitschirmclub  | DC Jungfrau-Tächi Grindelwald | Gleitschirmclub Rigi-Mythen       |
| Hängegleiter Clubwertung     |           | Fluggruppe Uetliberg      | DC Zürcher Oberland           | Deltaclub Falk Balsthal           |
| Starrflügler Clubwertung     |           | Fluggemeinschaft Alpstein | Deltaclub Falk Balsthal       | Hängegleiter-Club Nordwestschweiz |

### 2003
| Kategorie                    | Kategorie | Sieger                   | Zweiter                     | Dritter                   |
| ---------------------------- | --------- | ------------------------ | --------------------------- | ------------------------- |
| Gleitschirm 'Offene Klasse'  |           | Alfredo Studer           | Beni Stocker                | Alex Hofer                |
| Gleitschirm 'Fun and Safety' |           | Roger Bruhin             | Fritz Bärtschi              | Kurt Fischer              |
| Gleitschirm Clubwertung      |           | PARAnoia Gleitschirmclub | Gleitschirmclub Rigi-Mythen | Deltaclub Weissenstein    |
| Hängegleiter Clubwertung     |           | DC Zürcher Oberland      | Club Volo Libero Ticino     | Fluggruppe Uetliberg      |
| Starrflügler Clubwertung     |           | Para-Deltaclub Stockhorn | Deltaclub Falk Balsthal     | Fluggemeinschaft Alpstein |